# Луций Целий Руф
Луций Целий Руф (лат. Lucius Coelius Rufus) — римский политический деятель первой половины II века.
О происхождении Руфа нет никаких сведений. С ноября по декабрь 119 года он занимал должность консула-суффекта вместе с Гаем Гереннием Капеллой. Приблизительно с 120 по 125 годом Руф находился на посту легата пропретора провинции Верхняя Мёзия. В 127 году он был легатом пропретором Нижней Германии. Больше о нём ничего неизвестно.